# Pauline Malefane
Pauline Malefane (1976, Sudáfrica) es una actriz sudafricana conocida por su papel en la película U-Carmen e-Khayelitsha (2005)

## Vida personal
El 2002 se casó con el director sudafricano nacido en el Reino Unido Mark Dornford-May, y juntos han tenido tres hijos.

## Carrera
Debutó como actriz, cantante y guionista en la película U-Carmen e-Khayelitsha, dirigida por su esposo Dornford-May. La película es un remake moderno de la ópera Carmen de Bizet completamente en xhosa, y fue el debut de su esposo como director y el debut de todo el reparto como actores y/o cantantes. La película fue recibida con críticas muy cálidas y ganó el Oso de Berlín a la major película 2005.
Al año siguiente, participó como actriz (y también como coguionista) de la película Hijo de hombre, que fue realizada por el mismo equipo técnico de U-Carmen. Esta película es una adaptación de la historia de Jesús en la situación del África contemporánea y se pregunta qué pasaría si hoy en día alguien se presentara con su mismo mensaje de paz en un ambiente de violencia y pobreza.
Pauline también ayudó en la composición de la música original para la película. Recibió críticas positivas y su esposo fue nominado en la categoría Premio del Jurado en el Festival de Sundance.

## Filmografía

### Como guionista y actriz
- Hijo de hombre (2006)
- U-Carmen e-Khayelitsha (2005)

Son of Man 2006 Director Mark Mumford-May

### Como compositora
- Hijo de hombre (2006)

- Datos: Q6067465